# Jean-François Lyotard
Jean-François Lyotard, francoski filozof in literarni teoretik, * 10. avgust 1924, Versailles, Francija, † 21. april 1998, Pariz.
Poznan je kot teoretik postmoderne. Njegova glavna zanimanja so bila politična in socialna filozofija, etika, sociologija, literarna in kritična teorija, umetnost, glasba, mesta in pokrajine ter povezava med estetiko in politiko.

## Življenje

### Zgodnje življenje, izobrazba in družina
Jean-François Lyotard je bil rojen 10. avgust 1924 v Versaillesu v Franciji.  Osnovno šolo je končal na pariškem Lycée Buffon in Louis-le-Grand in kasneje študiral filozofijo na Sorboni. Kot otrok je imel veliko želja: biti umetnik, zgodovinar, dominikanski menih in pisatelj. Svoje sanje, da postane pisatelj, je opustil, ko je končal pisanje neuspešnega fantazijskega romana pri svojih 15 letih. V magistrskem delu z naslovom Brezbrižnost kot etični koncept, je analiziral oblike brezbrižnosti in objektivnosti  v zen budizmu, stoicizmu, taoizmu in epikurejstvu. Po diplomi je opravljal raziskovalno delo na Francoskem nacionalnem  centru za znanstveno raziskovanje. Leta 1950 je Lyotard začel poučevati filozofijo v Konstantinu v francoskem vzhodnem delu Alžirije. Lyotard je doktoriral iz literature s svojo dizertacijo, Diskurzi, figure, ki je bila objavljena leta 1971. Leta 1948 se je poročil in v prvem zakonu imel dva otroka, v letu 1993 pa se je še drugič poročil in v tem zakonu je imel še enega otroka.

### Politično udejstvovanje
Leta 1954 je Lyotard postal član skrajno levičarske francoske politične organizacije Socializem ali barbarstvo, ki je bila ustanovljena v letu 1948. Organizacija, ki je izhajala iz sektaštva znotraj trockistične Četrte internacionale je imel cilj, da kritizira marksizem med alžirsko vojno za osvoboditev. Njegova dela se v tem času večinoma zadevajo z ultra-levo politiko, s poudarkom na situaciji v Alžiriji, ki ji je bil priča med poučevanjem filozofije v Konstantinu. Napisal je optimistične eseje upanja in spodbude za Alžirce, ki so bili zbrani v Političnih spisih. Lyotard je upal, da bo spodbudil alžirski boj za neodvisnost od Francije in socialno revolucijo. Zaradi nasprotovanja s Corneliusom Castoriadisom leta 1964 je Lyotard zapustil Socializem ali barbarstvo in se pridružil novoustanovljeni skupini Pouvoir Ouvrier, vendar je leta 1966 odstopil tudi od te. Čeprav je Lyotard igral aktivno vlogo v vstajah  maja 1968, se je distanciral od revolucionarnega marksizma s svojo knjigo Libidinalno gospodarstvo leta 1974. Odmaknil se je od marksizma, ker je menil, da je nepopustljivi strukturalistični pristop in da uvaja "sistematizacijo želja" s strogim poudarkom na industrijski proizvodnji kot osnovni kulturi družbe.

### Akademska kariera
Lyotard je učil na gimnaziji v Konstantinu v Alžiriji od leta 1950 do 1952. Leta 1966 je začel poučevati na Univerzi Paris VIII., eni od trinajstih naslednic pariške Sorbone, kjer je ostal do leta 1987, ko je postal zaslužni profesor. V naslednjih dveh desetletjih je predaval zunaj Francije, in sicer kot profesor kritične teorije na Berkeleyju v Kaliforniji in kot gostujoči profesor še na številnih drugih univerzah v ZDA in po svetu. Te so vključevale v ZDA Univerzo Johnsa Hopkinsa v Marylandu,  Univerzo San Diego, Univerzo Yale in Univerzo Stony Brook; v Kanadi Univerzo de Montréal v Quebecu in v Braziliji Univerzo v Sao Paulu. Skupaj s kolegi Jacquesom Derridajem, Françoisom Châteletom in Gillesom Deleuzom je bil tudi ustanovni direktor in član sveta Collège International de Philosophie v Parizu. Pred smrtjo je bil razpet med Parizom in Atlanto, kjer je na Univerzi Emory poučeval filozofijo in francoščino.
Ko se je leta 1998 pripravljal na konferenco o postmodernizmu, je nepričakovano zbolel za levkemijo in bolezen je hitro napredovala. Tako je 21. aprila 1998 umrl v Parizu, v Franciji, kjer je tudi pokopan na Le Père Lachaise.

## Teorije
Lyotard velja za enega izmed utemeljiteljev postmoderne. Pri svojem delu izhaja iz Nietzschejeve filozofije, lingvistične paradigme in nove teorije znanosti. Njegovo delo je zaznamovano s stalnim nasprotovanjem problemu univerzalnosti, posplošenosti in »velikih zgodb«. Kritičen je do veliko univerzalističnih trditev iz obdobja razsvetljenstva in nekaj njegovih del naj bi služilo, da bi spodkopalo temeljna načela, ki ustvarjajo te razširjene trditve. V njegovih delih iz začetka 1970 zavrača teološke temelje Karla Marxa in Sigmunda Freuda. V knjigi Postmoderno stanje (1979) je podal razlago pojava postmoderna doba, le ta se nanaša na postindustrijsko in postmoderno družbo in kulturo, in ne omenja postmodernistov, arhitektov, pisateljev ali slikarjev, ki reprezentirajo postmodernizem v pravem pomenu besede.

### Postmoderna
Lyotard je skeptik za moderno misel: »Podvomiti moramo v vse, kar je bilo podedovano, pa čeprav od včeraj.«  Učinek oziroma vpliv postmoderne je bil, da izziva skepticizem o univerzalni teoriji. Razpravlja, da smo prerastli oziroma opustili našo potrebo po »velikih zgodbah«, zaradi naprednih tehnik in tehnologij po 2. svetovni vojni. Lyotard nasprotuje možnosti upravičevanja »zgodb«, ki združujejo disciplino in družbene/socialne prakse kot so znanost in kultura. Izguba vere v meta-naracije ima vpliv na pogled na znanost, umetnost in literaturo. Male naracije postanejo primerne za pojasnjevanje družbenih preobrazb in političnih problemov. Lyotard je mnenja, da je to gonilna sila postmoderne. Z bledenjem/zatonom meta-naracij trpi znanost za izgubo vere v iskanju resnice in mora zato mora najti druga načine za legitimacijo svojih prizadevanj. Povezano z znanstveno legitimnostjo je naraščajoča prevlada informacijskih strojev. Lyotard razpravlja, da bo nekega dne, da bi bilo znanje uporabno, to potrebno pretvoriti v računalniške podatke. Leta kasneje ga je to spodbudilo k pisanju knjige Nečloveško: pogovori o času, v kateri ponazarja svet, katerega je prevzela tehnologija.

Slovenski literarni zgodovinar Janko Kos analizira izvore Lyotardovega postmodernizma: 
»Lyotardu je postmoderna epoha družba in kultura bližnje prihodnosti, v kateri bo na podlagi postindustrijske tehnologije, informatike in množičnih občil zavladala nova oblika vednosti, ki bo nadomestila tako imenovane »velike zgodbe«, v katerih sta bili utemeljeni filozofija in znanost prejšnje dobe – predvsem »veliko zgodbo« o emancipaciji človeka in pa »veliko zgodbo« o totalni vednosti v obliki metafizične filozofije, ki povezuje in utemeljujejo znanja posameznih pozitivnih znanosti. Moderna doba, ki je bila pred postmoderno, je torej epoha »velikih zgodb«; ta epoha se izkaže za istovetno z novim vekom oziroma s tisto vodilno novoveško ideologijo, ki jo je tudi Habermas priznal za bistvo novoveške moderne, a jo Lyotard seveda vrednoti ravno narobe – ne kot dragoceno dediščino, ki jo je na vsak način potrebno nadaljevati kljub pritiskom različnih neokonservativizmov, ampak kot nekaj, kar ne ustreza postindustrijski družbi in kar se mora raztopiti v čisto drugačni kulturi postmoderne. Toda naj bo s tem tako ali drugače – tudi Lyotard misli z moderno dobo, ki predhaja postmoderni epohi, na evropski novi vek, samo da tega razume s tipično francoskega stališča, ki sega najbrž nazaj k Augustu Comtu. Že ta je čas po srednjem veku, ki mu je vladala teologija, razložil kot epoho, v kateri so teologijo nadomestile metafizične abstrakcije; prav te so tisto, kar Lyotard imenuje »velike zgodbe«. Z njihovim koncem se začenja postmoderna doba. Prav tu se skriva odločilna razlika s Toynbeejem, pa tudi s Habermasom. Postmoderna za Lyotarda nikakor ni zadnja, krizna ali razkrojna faza novega veka, ampak je že tista nova doba človeštva, družb in kultur, ki s svojo pozitivno vsebino razrešuje glavna protislovja moderne.« 

### Kolaps »velikih zgodb«in jezikovne igre
V delu Postmoderno stanje: poročilo o vednosti (1979) Lyotard predlaga nekaj, čemur pravi ekstremna poenostavitev postmoderne kot nejevernost v »velike zgodbe«. Te »velike zgodbe« so velike, obsežne teorije in filozofije sveta, kot npr. napredek zgodovine, možnost popolne svobode… Lyotard razpravlja, da smo prenehali verjeti, da so »zgodbe« te vrste primerne za izražanje in obvladovanje. Izpostavi, da se nihče ne strinja, kaj je resnično, če sploh kaj je in da imajo vsi svojo perspektivo in zgodbo. Postali smo pozorni na razlike, neskladnost naših želj in prepričanj, zato je postmodernizem karaktiziran z obilico »malih zgodb«.

### Sublimno občutje
Lyotard v knjigi Postmoderna za začetnike napiše: »…Sublimno je neko drugo občutje. Nastopi v trenutku, ko, nasprotno, umišljanje ne uspe predstaviti objekta, ki bi se – vsaj načeloma – skladal z nekim pojmom…«
Lyotard je redno pisal tudi o estetiki. Kljub njegovemu slovesu postmodernista je bil promotor moderne umetnosti. Postmodernizem je videl kot latentno težnjo v misli ves čas in ne na ozko omejenem zgodovinskem obdobju. Favoriziral je vznemirljiva in zapletena dela visoke moderne.

### Libidinalno gospodarstvo (1974)
V eni njegovih slavnejših knjig – v Libidinalno gospodarstvu - Lyotard kritizira Marxovo lažno zavest in trdi, da delovni razred 19. stoletja prav tako produkt industrializacije. Lyotard trdi, da je to zaradi libidinalne energije. Izraz libidinalno izhaja iz besede 'libido', ki se uporablja za sklicevanje na psihoanalitičnih želja naše globlje zavesti.

## Postmodernizem in jezikovne igre
Lyotardova dela so še vedno pomembna v politiki, filozofiji, sociologiji, literaturi, umetnosti in kulturnih študijah. Zelo je poznan po svojih teorijah o postmodernizmu v družbi. Njegovo delo se je razvilo na podlagi kritik paradigmatičnih nosilcev modernega intelektualizma, kot so Karl Marx, Sigmund Freud in Immanuel Kant. Njegova dela imajo določen karakter, saj vztrajno nasprotujejo vsemu splošnemu, univerzalnemu. To tudi izrazi v kar nekaj svojih delih, v katerih spodjeda in kritizira razsvetljenske splošne trditve. Sem sodi tudi slogan francoske revolucije "svoboda, enakost, bratstvo". V njegovem najbolj znanem in vplivnem delu Postmoderno stanje: poročilo o vednosti, katero je bilo v originalu napisano kot spis za vlado Quebeca, Lyotard karakterizira obdobje postmodernizma kot obdobje, ki je izgubilo vero, to pa vpliva na naše videnje znanosti, umetnosti in literature. Lyotardova delovna predpostavka je, da vednost spreminja status hkrati s tem, ko družbe vstopajo v tako imenovano postindustrijsko dobo, kulture pa v tako imenovano postmoderno dobo. Epicenter besedila je strukturiran okoli vprašanja o legitimiranju vednosti in o povezavah med tipi vednosti in tipi oblasti. V njem tudi označuje naracijo kot abstraktne ideje, o pojmu katerega so premišljevalci od časa razsvetljenstva poizkušali zgraditi obširno razlago o zgodovinski izkušnji. Razočaranje nad trditvami naracije, kot so »razlog«, »resnica«, »napredek«, je prineslo postmoderno dobo, ki je postajala vse manjša, tako kot zgodovina vsakdanjega življenja in v ozadje potisnjena družba. S tem ko naracija bledi, pa znanost trpi posledice izgube vere v iskanje resnice in si more tako najti drug način legitimiranja njihovega truda. V povezavi z legitimiranjem raste tudi pomen informacijskih naprav. Lyotard pravi, da bo nekega dne, ko bo znanje vzeto kot uporabno, moralo biti shranjeno tudi v le te naprave. To ga je privedlo do tega, da je napisal še eno knjigo Nečlovešk, objavljeno leta 1988, v kateri ilustrira svet, v katerem je tehnologija prevzela vajeti v svoje roke. V njegovem ravno tako pomembnem filozofskem delu Spor je Lyotard primerjal diskurz z »jezikovno igro«. Zanj oboje predstavlja samostojen, po pravilih sestavljen sistem dejavnosti, ki vsebuje jezik. Osnovna zahteva postmoderne politike je ustvarjanje združenj, ki bazirajo na heterogenosti, sporu in nestrinjanju, v katerih je vključitev različnih jezikovnih iger spoštovana in skupno sprejeta. S témo jezikovnih iger Lyotard poveže troje svojih opažanj. Prvo je v tem, da pravila jezikovnih iger svojega legitimiranja ne nosijo v sebi, kar pa ne pomeni, da se ta pravila izumijo sproti, drugo je v tem, da brez pravil igra ne obstaja, tretja ugotovitev pa pravi, da more biti vsaka izjava obravnavana kot »poteza«, ki se jo izvede v neki igri. Lyotard torej izpostavi tri aspekte jezikovnih iger: pogodbo, pravila in potezo. Področje jezikovnih iger je torej področje dvoboja med tradicijo in novim, prostornost, ki je sestavljena iz govornih »potez«, enkratnosti posamičnih izjav.